# 大衛 (人名)
大衛（David），也译为达维德、戴维（英語譯法），是常见希伯来语、法语和英语人名，也是姓氏。
大卫这个名字源于古美索不达米亚人名，并出现于《希伯来圣经》之中，希伯来语为דָּוִד，意思是亲爱的，其希伯来语常见昵称形式为Dudi，英语常见昵称为Dave和Davy。阿拉伯语和阿卡德語的拼法为 Daud（音"Da-ood"）和Dāwūd （發音：[dæːˈwuːd, dæˈwuːd]）。
在以色列，大卫是第二常用男名。在美国，有10,905,563（28分之一）的美国人名叫大卫，每年大约有92,597名大卫出生。在北爱尔兰，大卫在1975年新生儿中是最流行男名，但到21世纪初期降至大约第20名。

## 美国人名

### 科学
- 戴维·罗曼（David Romer）美国经济学家
- 戴维·格娄斯（David Jonathan Gross）美国理论物理学家，获得2004年诺贝尔物理学奖
- 卡尔·戴维·安德森（Carl David Anderson）美国物理学家，正电子的发现者
- 大卫·麦克利兰（David McClelland）美国社会心理学家，成就动机理论提出者
- 戴维·芒福德（David Bryant Mumford）美国数学家，1974年获得费尔兹奖
- 大卫·戈特利布（David Gottlieb）美国植物病理学学家

### 体育
- 大卫·韦斯利（David Barakau Wesley）美国职业篮球运动员，得分后卫，效力于克里夫兰骑士
- 大卫·罗宾逊（David Robinson）美国已退役的职业篮球运动员，曾效力于圣安东尼奥马刺
- 大卫·斯特恩（David Stern）前美国国家篮球协会总裁
- 大衛·歐提茲（David Ortiz）美國職棒大聯盟波士頓紅襪球員

### 影视
- 大卫·林奇（David Lynch）美国电影导演
- 大卫·索尔（David Soul）美国演员
- 大卫·史威默（David Schwimmer）美国喜剧演员，《六人行》中演罗斯·盖勒
- 大卫·芬奇（David Leo Fincher）美国音乐录像带与电影导演
- 大卫·莱特曼（David Michael Letterman）美国脱口秀主持
- 大衛·赫索霍夫（David Michael Hasselhoff）德國裔美國籍演員及歌手，代表作為海灘遊俠及霹靂遊俠李麥克

### 航天
- 戴维·布朗（David McDowell Brown）于哥伦比亚号航天飞机执行任务失事的航天员
- 大卫·斯科特（David Randolph Scott）美国国家航空航天局的宇航员，第七个踏上月球的人

### 政治
- 戴维·赖斯·艾奇逊（David Rice Atchison）美国政治家，曾任美国参议院临时议长。
- 德怀特·艾森豪威尔（Dwight David Eisenhower）美国第34任总统
- 大卫·克洛科特（David de Crocketagne）美国政治家，于阿拉莫戰役战死
- 大卫·卡拉卡瓦（David Kalākaua）最后一位夏威夷王国君主

### 小说
- 杰罗姆·大卫·塞林格（Jerome David Salinger）美国作家，《麦田捕手》作者
- 亨利·戴维·梭罗（Henry David Thoreau）散文集《瓦尔登湖》作者

### 魔术
- 大卫·科波菲尔（David Copperfield）美国魔术师

## 英国人名

### 政治
- 大卫·李嘉图（David Ricardo）英国政治经济学家
- 戴维·卡梅伦（David Cameron）英国保守党领袖
- 大卫·休谟（David Hume）苏格兰哲学家
- 戴维·劳合·乔治（David Lloyd George）1916-1922年英国首相
- 戴维·贝蒂伯爵（David Beatty）英国海军元帅
- 戴維德（Edgeworth Beresford David），香港輔政司

### 足球
- 大卫·贝克汉姆（David Robert Joseph Beckham）效力于美國洛杉磯銀河的英国足球运动员
- 戴维·普拉特（David Andrew Platt）效力于诺丁汉森林足球俱乐部的英国足球运动员
- 大卫·詹姆斯（David James）英格兰足球运动员，效力于朴茨茅斯队
- 大卫·摩尔斯（David Moores）英国商人、利物浦足球俱乐部终身主席

### 其他
- 漢弗里·戴維（Humphry Davy）英國化學家，为发现化学元素最多的人
- 大卫·鲍伊（David Bowie）英国摇滚乐音乐家，演员
- 大卫·利文斯顿（David Livingstone）英国探险家，发现了维多利亚瀑布与马拉维湖
- 大卫·奥格威（David MacKenzie Ogilvy）创办奥美广告公司，被称为“广告教父”
- 大卫·爱登堡爵士（Sir David Frederick Attenborough）英国广播公司电视节目制作人
- 大卫·库特哈德（David Coulthard）英国F1车手
- 大卫·赫伯特·劳伦斯（David Herbert Lawrence）20世纪英国作家

## 总理
- 戴维·奥德森（Davíð Oddsson）任期最久的冰岛共和国总理
- 戴维·朗伊（David Russell Lange）第三十二任新西兰总理
- 约翰·斯帕洛·戴维·汤普森爵士（Sir John Sparrow David Thompson）第四任加拿大总理
- 大卫·本-古里昂（David Ben-Gurion）以色列第一任总理

## 法国人名
- 雅克-路易·大卫（Jacques-Louis David）法国画家，新古典主义画派奠基人
- 譚衛道（Fr Jean Pierre Armand David）发现大熊猫与麋鹿的法国生物学家
- 大卫·特雷泽盖（David Sergio Trézéguet）法国足球运动员，效力于尤文图斯
- 大卫·吉诺拉（David Ginola）法国前足球运动员，电影演员

## 德国人名
- 大卫·希尔伯特（David Hilbert）德国数学家，希尔伯特空间与希尔伯特的23个问题
- 大卫·奥东科尔（David Odonkor）德国足球员，现于西甲效力

## 西班牙人名
- 大卫·比利亚（David Villa Sánchez）西班牙足球运动员，位置中锋，曾效力于西甲球會巴塞隆拿
- 大卫·阿尔贝尔达（David Albelda Aliqués）西班牙足球运动员，位置中场，效力于巴伦西亚
- 大衛·席爾瓦（David Silva）西班牙足球运动员，位置中场，效力于曼城

## 俄国人名
- 大卫·奥伊斯特拉赫（Давид Фёдорович Ойстрах）犹太裔苏联小提琴家

## 阿根廷人名
- 大卫·纳尔班迪安（David Nalbandian）阿根廷职业网球运动员，2005年网球大师杯赛冠军